# Карън Мари Монинг
Карън Мари Монинг (на английски: Karen Marie Moning) е американска писателка на произведения в жанра фентъзи, паранормален и исторически любовен роман.

## Биография и творчество
Карън Мари Монинг е родена на 1 ноември 1964 г. в Синсинати, Охайо, САЩ, в семейството на Антъни и Джанет Монинг. Когато е 6-годишна семейството ѝ се премества в самостоятелна ферма в Индиана.
Завършва университета „Пърдю“ с бакалавърска степен по общество и право. След дипломирането си изкарва стаж в адвоканска кантора по наказателни дела и се отказва да следва право. Работи като барман, компютърен консултант и специалист по застраховане и едновременно взема курсове по философия и творческо писане. Тридесетгодишна решава да преследва мечтата си да пише. Пленена от келтската митология и атмосферата на Шотландия се насочва към историческия паранормален любовен роман.
Първият ѝ роман „Beyond the Highland Mist“ (Отвъд планинската мъгла) от поредицата „Планинецът“ е издаден през 1999 г. Главната героиня Адриен де Симон от днешния Сиатъл е изпратена от отмъстителна фея като затворник във времето в 16 век в средновековна Шотландия, където трябва да се ожени за легендарния боец и измамен прелъстител Хоук. Тя го отблъсква, но в него пламва искрата на любовта и той е готов да продаде душата си на войн, за да я притежава. Той става бестселър и е номиниран за различни награди.
Третият роман от поредицата, „The Highlander's Touch“ (Докосването на планинеца), печели през 2001 г. престижната награда „РИТА“ за най-добър паранормален любовен роман.
През 2006 г. е издаден романът ѝ „Тайната на забранената книга“ от поредицата „Треска“. Главната героиня Макейла Лейн е обикновена съвременна жена, но когато сестра ѝ е убита тя заминава за Дъблин, Ирландия, за да преследва убиеца. Там среща нов мрачен свят на Фае или Туата Де Данан – раса от безсмъртни същества, които са живели тайно сред хората в продължение на хилядолетия, и разбира, че притежава неочаквана за нея сила.
Романът „Разкритието на древния ръкопис“ от поредицата „Треска“ става бестселър №1 на „Ню Йорк Таймс“.
За кратко е омъжена за музиканта Нийл Довър.
Карън Мари Монинг живее в Синсинати и Сарасота, Флорида.

## Произведения

### Серия „Планинецът“ (Highlander)
1. Beyond the Highland Mist (1999)
2. To Tame a Highland Warrior (1999)
3. The Highlander's Touch (2000) – награда „РИТА“
4. Kiss of the Highlander (2001)
5. The Dark Highlander (2002)
6. The Immortal Highlander (2004)
7. Spell of the Highlander (2005)
8. Into the Dreaming (2006)

### Серия „Макейла Лейн / Треска“ (MacKayla Lane / Fever)
1. Darkfever (2006)
Тайната на забранената книга, изд.: „Егмонт България“, София (2014), прев. Ирина Ценкова
2. Bloodfever (2007)
Мистерията на изчезналия амулет, изд.: „Егмонт България“, София (2014), прев. Ирина Ценкова
3. Faefever (2008)
Проклятието на черната луна, изд.: „Егмонт България“, София (2014), прев. Ирина Ценкова
4. Dreamfever (2009)
Търсенето на скритата истина, изд.: „Егмонт България“, София (2014), прев. Ирина Ценкова
5. Shadowfever (2011)
Разкритието на древния ръкопис, изд.: „Егмонт България“, София (2014), прев. Ирина Ценкова

#### Подсерия „Дани О'Мали“ (Dani O'Malley)
1. Iced (2012) - Ледено (2025) - фен превод
2. Burned (2015)
3. Feverborn (2016)
4. Feversong (2017)
5. High Voltage (2018)
6. Kingdom of Shadow and Light (2021)

### Серия Watch Hill
1. The House at Watch Hill (2024)

### Графични романи
- Fever Moon (2012)